# Tayikos en Pakistán
Tayikos en Pakistán son aquellos residentes en Pakistán con ascendencia tayika o dehqan. Sus ramificaciones adicionales, como Swatis, Shilmanis y Dehwars, son tribus bien conocidas en Khyber Pakhtunkhwa y Baluchistán.
Según el Ministerio de Estados y Regiones Fronterizas en 2005, al menos el 7,3% de todos los afganos que viven en Pakistán o aproximadamente 221.000 personas se clasificaron como tayikos étnicos.  También hay expatriados de Tayikistán, mientras que algunos tayikos de Xinjiang, China, se han asentado en el norte de Pakistán.

## Historia

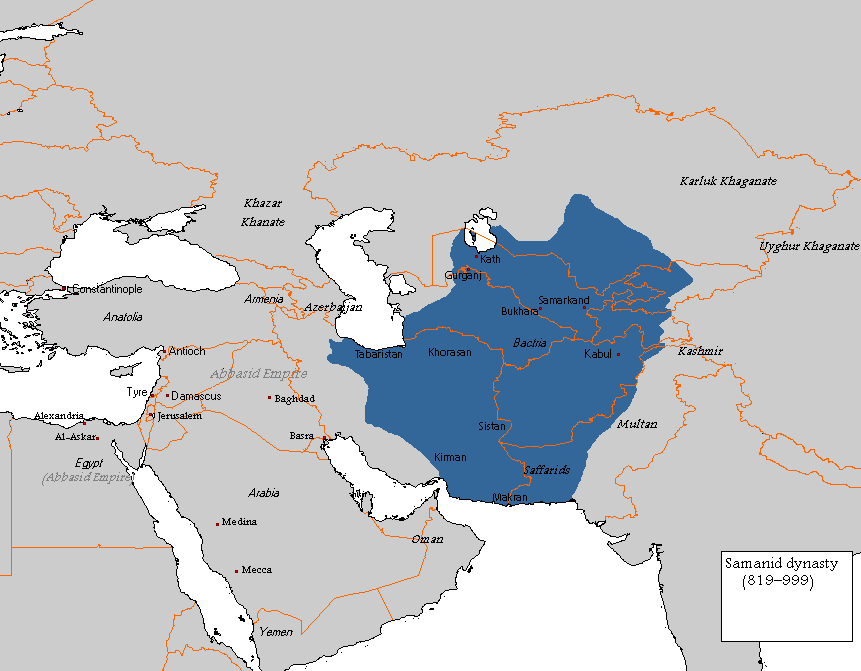
Extensión de la dinastía Samanid (819-999), considerada como el "primer estado de Tayikistán."

Durante los siglos IX y X, las regiones occidentales de Pakistán fueron parte del Imperio Samanid, que fue una dinastía iraní de raíces tayikas. La dinastía Samanid también se conoce como el "primer estado tayiko". El Imperio gúrida y el Estado vasallo tayiko asociado de Swatis, llamado Gabri Pakhli, que existió entre los siglos IX y XII, también gobernaron partes del Pakistán moderno.
Pakistán y Tayikistán están separados por una estrecha franja de territorio afgano conocida como el Corredor Wakhan.

## Demografía
Los valles Gojal, Ishkoman y Yasin de la región de Gilgit-Baltistán en el norte de Pakistán, así como el distrito de Chitral, albergan una importante población nativa del Pamiri tayika, conocidos como Wakhis. Hablan el Idioma wají, que es un dialecto relacionado lejanamente con el persa. La Asociación Cultural Wakhi Tajik representa y promueve la cultura Wakhi en Pakistán.
Además, había 221.725 tayikos afganos viviendo en Pakistán en 2005, según un censo del Ministerio de Estados y Regiones Fronterizas. Se encontraban entre la afluencia masiva de inmigrantes afganos a Pakistán tras el estallido de la guerra afgana-soviética en 1979, mientras que otros llegaron durante las guerras civiles afganas que comenzaron en 1992 y 1996 para escapar del régimen talibán, o más recientemente, de la Guerra de Afganistán (2001-2014) y Guerra de Afganistán (2015-presente) en Afganistán. Los tayikos constituían el 7,3% de la población afgana en Pakistán, lo que los convierte en la segunda etnia más grande después de los pastúnes, que formaban el 81,5% de los inmigrantes. El censo mostró que estaban divididos en 42.480 familias. En términos de proporción de sexos, 112.819 personas (50,9%) eran hombres y 108.906 (49,1%) eran mujeres.
La obtención de cifras actualizadas sigue siendo difícil ya que muchos tayikos regresaron a Afganistán o emigraron al extranjero en los últimos años, mientras que algunos terminan excediendo sus visas o no tienen documentación válida de su estadía y viaje cuando son investigados por la policía y  agencias de control.
En Baluchistán, alrededor de 43.000 ciudadanos afganos que vivían en la provincia en 2005 fueron identificados como tayikos. Los tayikos de Quetta trabajaron principalmente en trabajos administrativos y como profesores. En general tenían un estatus socioeconómico más elevado en comparación con otras etnias afganas.
Un pequeño número de tayikos también vive en la región metropolitana de Islamabad-Rawalpindi, en Karachi y en Sind, donde su población ascendía a 20.000 en 2004. La asimilación a la vida social y económica de la ciudad de Karachi tiende a ser más desafiante para los tayikos y otras comunidades más pequeñas que para los pastúnes afganos, que están comparativamente bien integrados.

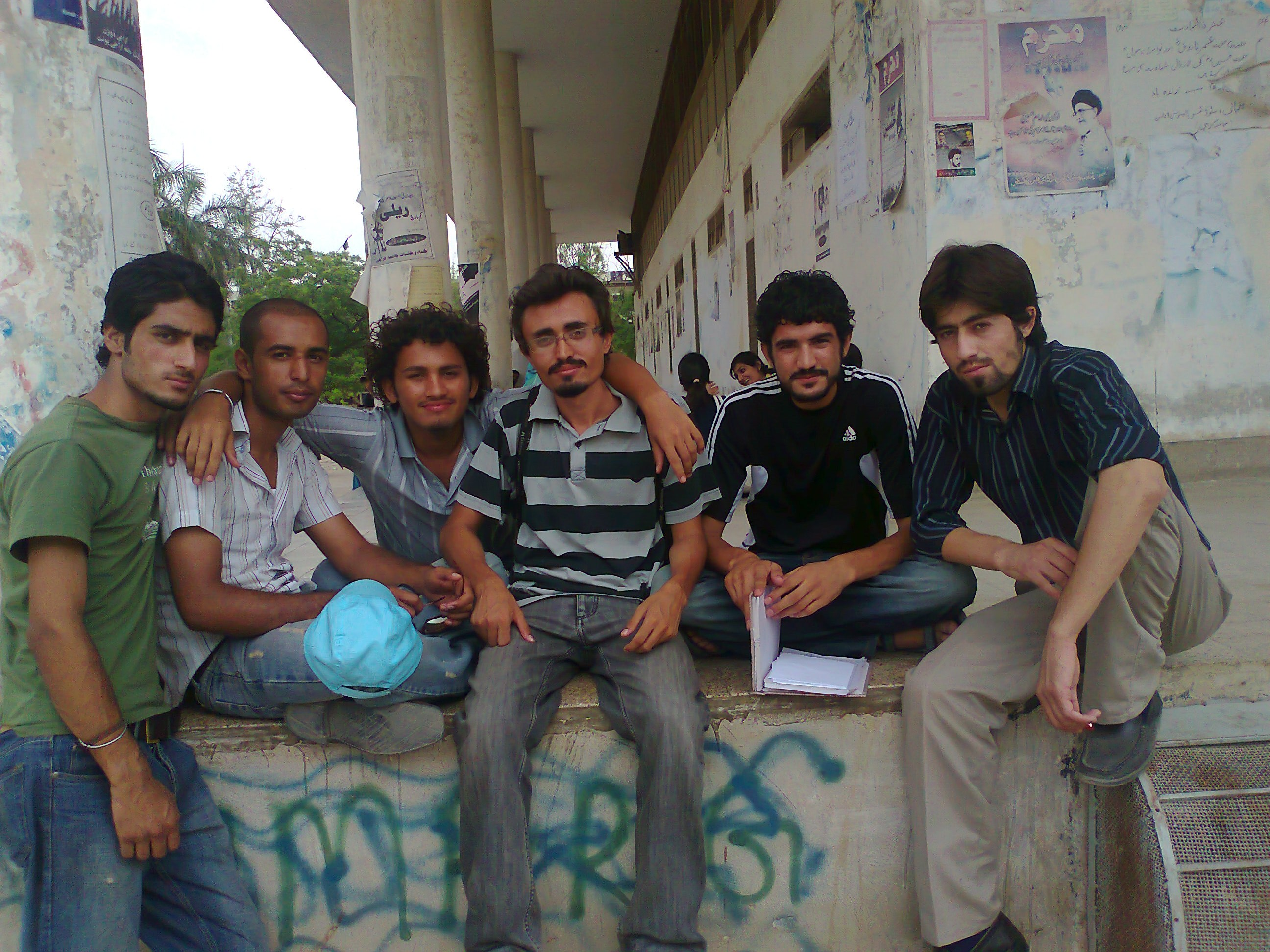
Un grupo de estudiantes tayikos de la Universidad de Karachi

Durante la década de 1990, como resultado de la Guerra Civil de Tayikistán, entre 700 y 1.200 tayikistaníes llegaron a Pakistán, principalmente como estudiantes, hijos de refugiados tayikistaníes en Afganistán. En 2002, alrededor de 300 solicitaron regresar a sus hogares y fueron repatriados a Tayikistán con la ayuda de la OIM, ACNUR y las autoridades de los dos países.  En 2009, alrededor de 140 estudiantes tayikistaníes cursaban estudios en universidades paquistaníes.

## Organizaciones
Tayikistán tiene una embajada en Islamabad, y consulados honorarios en Karachi, Lahore y Peshawar. Aerolíneas como Tajik Air y Somon Air han expresado interés comercial en vuelos que unen a Dushanbe con Pakistán para facilitar el movimiento de turistas y empresarios entre ambos países. Las festividades nacionales como el Día de la Independencia de Afganistán y el Día de la Independencia de Tayikistán son observadas por la diáspora tayika.